# Gardliczno Duże
Gardliczno Duże – jezioro wytopiskowe w Polsce położone na Równinie Charzykowskiej w województwie pomorskim, w powiecie chojnickim, w gminie Chojnice, w Zaborskim Parku Krajobrazowym. 
- Powierzchnia jeziora: 33,36 ha.
- Wysokość 124 m n.p.m.

Akwen jeziora sąsiaduje z jeziorami: Gardlicznem Małym (na północy) i Płęsnem (na południu) oraz z rezerwatem "Bagno Stawek" (na wschodzie).